# Jerg-Ratgeb-Preis
Der Jerg-Ratgeb-Preis „für Freiheit der Kunst und für Gewaltlosigkeit im Kampf um mehr Menschlichkeit“ wurde durch HAP Grieshaber und Rolf Szymanski begründet und 1977 mit dem Bildhauer Rudolf Hoflehner als Preisträger zum ersten Mal verliehen wurde. Nach Grieshabers Tod wurde von der HAP-Grieshaber-Stiftung ein Preisgericht eingesetzt, das alle vier (früher drei) Jahre einen Preisträger bestimmt, der neben einem stattlichen Preisgeld (zunächst 30.000 DM; heute 20.000 €) eine Ausstellung mit Katalog erhält.
Die Auszeichnung wird für ein überzeugendes Lebenswerk vergeben. Im Fokus stehen dabei Künstler mit einem bedeutenden künstlerischen Œuvre, denen aber aus äußeren Gründen die höchste öffentliche Anerkennung versagt geblieben ist. Mit dieser Auszeichnung auf sie aufmerksam zu machen, soll eine wichtige Funktion des Jerg-Ratgeb-Preises sein. Die Organisation und wissenschaftliche Betreuung liegen beim Kunstmuseum Reutlingen, die Finanzierung erfolgt durch die Stadt Reutlingen mit Unterstützung der HAP-Grieshaber-Stiftung.

## Preisträger
Die bisherigen Preisträger seit 1977 waren:
- 1977: Rudolf Hoflehner
- 1987: Emil Schumacher
- 1990: Wilhelm Loth
- 1993: Carlfriedrich Claus
- 1996: Armando
- 1999: Walter Stöhrer
- 2002: Lucian Freud
- 2006: Hartwig Ebersbach
- 2010: Josua Reichert
- 2014: Joannis Avramidis
- 2018: Olaf Metzel
- 2022: Strawalde / Jürgen Böttcher